# والشاید
والشاید (به آلمانی: Wallscheid) یک شهر در آلمان است که در برنکاستل-ویتلیش واقع شده‌است. والشاید ۳۵۷ نفر جمعیت دارد.